# Dignomus desertorum
Dignomus desertorum is een keversoort uit de familie klopkevers (Ptinidae). De wetenschappelijke naam van de soort werd in 1887 gepubliceerd door Edmund Reitter.